# سنووس انرژی
سنووس انرژی (به انگلیسی: Cenovus Energy) شرکت نفت و گاز کانادایی است، که دفتر مرکزی آن، در شهر کالگری، آلبرتا قرار دارد.
اواسط سال ۲۰۰۹ شرکت انکانا اعلام کرد که قصد دارد فعالیت‌های بخش نفت را از گاز تفکیک نماید. سپس در تاریخ ۱ دسامبر ۲۰۰۹ شرکت سنووس به‌عنوان بخش نفت انکانا تشکیل شد. بخش گاز این شرکت همچنان با نام تجاری انکانا به فعالیت خود ادامه داد.
در پی این تفکیک، شرکت‌های پن‌کانادین انرژی و آلبرتا انرژی کمپانی نیز با سنووس ادغام شدند. این دو شرکت در زمینه نفت و گاز فعالیت می‌نمایند و در سال ۲۰۰۲ شرکت انکانا با ادغام این شرکت‌ها تشکیل شده بود.